# Valavanur
Valavanur là một thị xã panchayat của quận Viluppuram thuộc bang Tamil Nadu, Ấn Độ.

## Địa lý
Valavanur có vị trí 11°55′B 79°35′Đ / 11,92°B 79,58°Đ Nó có độ cao trung bình là 76 mét (249 feet).

## Nhân khẩu
Theo điều tra dân số năm 2001 của Ấn Độ, Valavanur có dân số 14.037 người. Phái nam chiếm 50% tổng số dân và phái nữ chiếm 50%. Valavanur có tỷ lệ 74% biết đọc biết viết, cao hơn tỷ lệ trung bình toàn quốc là 59,5%: tỷ lệ cho phái nam là 80%, và tỷ lệ cho phái nữ là 67%. Tại Valavanur, 11% dân số nhỏ hơn 6 tuổi.